# 營養補充品
營養補充品，又称营养补充剂、膳食补充剂、营养剂、饮食补充剂、保健食品、健康食品等，是一種成分是從食物中萃取對人體有益的营养素（如氨基酸、微量元素、维生素、矿物质等）的補充品，主要的功能是維持健康、預防疾病，可包含營養素、植物性、動物性或其他物質。而营养补充品必須經過衛生主管機關的檢查，證明其安全性和保健功能才能販售。營養補充品並不是藥物，不過可視身體需要作適量補充。。
由於营养补充品有許多不同的形態，因此應該因應使用者的身體狀況、方便性、吸收速度、特殊的需要性等方面來選擇。

## 形態
目前营养补充品有以下形態：。

### 液状
優點是身體吸收速度快，適合儿童，及對呑嚥藥片和膠囊有障礙的人；缺點是容易攝取過量。
- 糖漿
- 滴劑
- 發泡錠
- 口服液

### 含嚼錠劑
優點是身體吸收僅次於液状营养补充品；缺點是由於好吃，容易不小心就攝取過量。
- 口含錠
- 口嚼錠

### 膠囊
優點是身體吸收僅次於液状與含嚼錠劑营养补充品；缺點是通常用於脂溶性維生素。
- 膠囊
- 軟膠囊

### 膜糖衣錠劑
優點是收藏容易、可長期保存，且長期服用會較便宜；缺點是吸收速度慢、糖衣錠類似糖果，容易被儿童誤食、膜衣錠若被咬碎服用，會影響人體吸收效果（膜衣的作用是抗胃酸和膽鹼，使成分能夠在小腸有效被人體吸收，因此若在口中就咬碎吞服，那麼就會影響效用）。
- 糖衣錠
- 膜衣錠

### 其他
- 粉末状，優點是身體吸收速度快、由於不含其他添加物與結合劑，因此適合過過敏體質使用。[1]
- 軟糖，優點是較為適合儿童食用的營養補充品。[1]
- 注射劑，優點是可對營養素嚴重缺乏或具特別體質的病人使用。[1]

## 相關法律
一些国家或地区制定了法律法规来规范膳食补充剂。

### 美国
在美国，膳食补充剂（dietary supplement）的定义由1994年美国国会通过的《1994年膳食补充剂健康和教育法》给出：
1. 它是作为饮食的补充剂并含下列一种或多种成分： 
  - 维生素
  - 矿物质
  - 蛋白质
  - 药草或其它植物制剂（不包括烟草）
  - 氨基酸
  - 可以帮助增加每日进食量的补充剂
  - 浓缩素
  - 代谢物、组成物或提取物
2. 它以片剂、胶囊、液体等形式供人摄入。
3. 它不能取代某种传统食物或成为饮食的唯一来源 。
4. 它需要标记有「dietary supplement」。
5. 多种调节人体机能的功能性。

美国食品及药物管理局（FDA）规定膳食补充剂是一种食品，而不是一种药品。美国食品及药物管理局并不保证膳食补充剂的安全性和有效性。美国食品及药物管理局只能在某种膳食补充剂出现问题后才去调查生产商。

### 欧盟
欧盟的《食品补充律令》（Food Supplements Directive）要求膳食补充剂必须保证品质和数量的安全可靠。有些维生素在小剂量时是对人体有益的，但是过多的剂量是有害的。有些药草，比如金丝桃素（貫葉連翹），和某些药品同时摄入会产生毒副作用。只有那些经证实没有危险的膳食补充剂才可以不需处方就在市场上销售。

### 中华人民共和国（中国大陆）

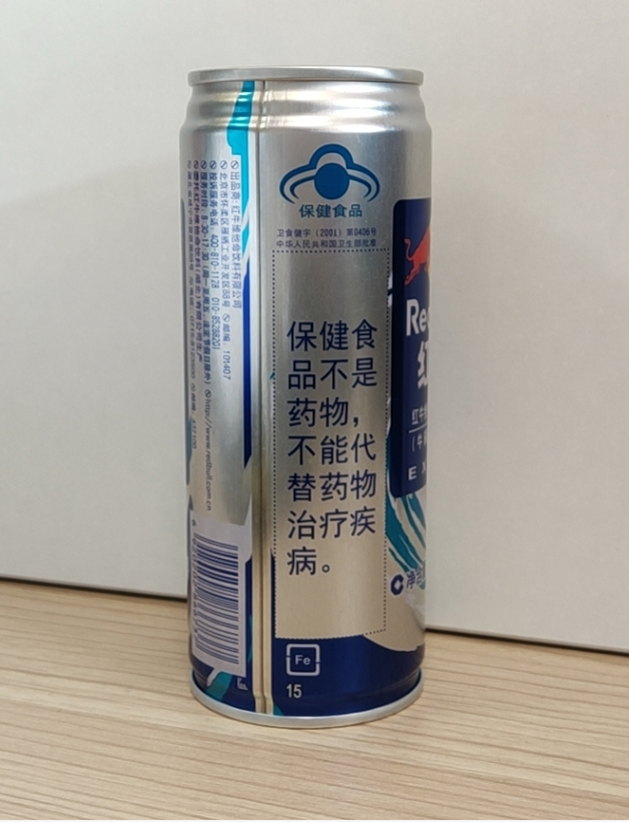
在中国大陆销售的一罐红牛饮料，附带有保健食品标志及其批准文号，并且在明显位置标注了警示信息。

《保健食品注册管理办法（试行）》将保健食品定义定义：保健食品是指声称具有特定保健功能或者以补充维生素、矿物质为目的的食品，即适宜于特定人群食用，具有调节机体功能，不以治疗疾病为目的，并且对人体不产生任何急性、亚急性或者慢性危害的食品。
《保健食品管理办法》及国家标准GB16740-2014《食品安全国家标准 保健食品》将保健食品定义为：并具有特定保健功能或者以补充维生素、矿物质为目的的食品。即适用于特定人群食用，具有调节机体功能，不以治疗疾病为目的，并且对人体不产生任何急性、亚急性或慢性危害的食品。
《保健食品管理办法》第二十一条规定，保健食品标签和说明书必须符合国家有关标准和要求，并标明下列内容：
- （一）保健功能和适宜人群；
- （二）食用方法和服用量；
- （三）贮藏方法；
- （四）功效成分的名称及含量。
- （五）保健食品批准文号；
- （六）保健食品标志；
- （七）有关标准或要求所规定的其它标签内容。
- 补充内容

- 保健食品的名称应准确科学，不得使用人名、地名、代号及夸大容易误解的名称。
- 保健食品的标签、说明书和广告内容必须真实，符合其产品质量要求，不得有暗示可使疾病痊愈的宣传。

根据国家市场监督管理总局规定，在中国大陆，依法批准注册的保健食品允许声称的保健功能共有27类，但某些商家会打“擦边球”，对功效夸大宣传。
由于中国大陆的保健食品市场存在乱象，尤其是在部分无良商家的宣传下，部分中老年人过度相信其功效，甚至当作药品食用，因此在2019年8月，国家市场监督管理总局发布《保健食品标注警示用语指南》，明确自2020年1月1日起，所有市售的保健食品都需要设置警示区，并且标注“保健食品不是药物，不能代替药物治疗疾病”警示语。警示区面积不少于其所在版面的20%，警示用语使用黑体字。

### 臺灣
包括目前臺灣的保健食品屬於業者自主管理，屬於一般食品規範；其中衛生署推動的健康食品認證必須通過動物實驗功效而通過，另有由社團法人國家生技醫療產業策進會（生策會）推動的SNQ國家品質標章。

## 相關絛目
- 复合维生素